# Comandant Arian
Comandant Arian. Una història de dones, guerra i llibertat (títol original en castellà Comandante Arian. Una historia de mujeres, guerra y libertad; i en anglès Commander Arian. A story of women, war and freedom) és una pel·lícula documental hispano-germànico-síria de 2018, en llengua kurda, dirigida, co-produïda i co-editada per la catalana Alba Sotorra. A grans trets, tracta sobre la realitat quotidiana de les guerrilleres kurdes en el conflicte de la Guerra civil siriana. L'obra s'ha subtitulat però no s'ha doblat al català.

## Argument
El documental narra la història d'Arian i Bohar, dues dones sirianes de 30 anys que han passat, exactament, la meitat de la seva vida en una guerra que sembla inacabable. Totes dues exerceixen de comandant a les Unitats de Protecció de les Dones, també conegudes per les seves sigles en kurd «YPJ», un dels exèrcits més actius en la lluita contra Estat Islàmic.

## Premis i reconeixements
L'any 2018 fou seleccionada per a projectar-se a la secció International Spectrum del Festival Internacional Documental del Canadà (Hot Docs), fent així l'estrena internacional; al Festiva Internacional Documental de Sheffield (Sheffield Doc/Fest), fent així l'estrena europea; al Festival Internacional de Cinema de Xangai, fent així l'estrena asiàtica; al Festival Internacional de Cinema de Sao Paulo; a la secció Temps d'Història de la Setmana Internacional de Cinema de Valladolid (Seminci); al Festival Internacional de Cinema de Tarragona (REC) i al-Festival de Cinema Independent de Barcelona L'Alternativa.
L'any 2019 fou candidata al Premi Gaudí a la millor pel·lícula documental.